# Leśniki (rejon lidzki)
Leśniki (biał. Леснікі, Lesniki; ros. Лесники, Lesniki) – wieś na Białorusi, w obwodzie grodzieńskim, w rejonie lidzkim, w sielsowiecie Chodorowce.

## Historia
W XIX i w początkach XX w. położone były w Rosji, w guberni wileńskiej, w powiecie lidzkim, w gminie Lebioda.
W dwudziestoleciu międzywojennym leżały w Polsce, w województwie nowogródzkim, w powiecie szczuczyńskim (od 29 maja 1929, wcześniej w powiecie lidzkim), w gminie Lebioda. W 1921 miejscowość liczyła 451 mieszkańców, zamieszkałych w 82 budynkach, w tym 450 Białorusinów i 1 Polaka. 450 mieszkańców było wyznania prawosławnego i 1 rzymskokatolickiego.
Po II wojnie światowej w granicach Związku Sowieckiego. Od 1991 w niepodległej Białorusi.